# Fraxinus profunda
Fraxinus profunda — вид квіткових рослин з родини маслинових (Oleaceae).

## Опис
Це зазвичай листопадне дерево середнього розміру 12–30 метрів у висоту з діаметром стовбура до 1 метра, але дерево може досягати 50 метрів у висоту з діаметром стовбура 4.7 метра. Кора сіра, товста і тріщиниста з ромбоподібним малюнком на дорослих деревах. Зимові бруньки від темно-коричневого до чорнуватого. Листки супротивні, перисті, з 7–9 листочків; кожен листок 25–40 см завдовжки, листочки 8–20 см завдовжки і 5–8 см завширшки, з дрібно-зубчастим краєм, на коротких ніжках; вони запушені знизу і вздовж хребта. Квітки утворюються в волотях навесні незадовго до появи нових листків; вони непоказні пурпурувато-зелені без пелюсток і запилюються вітром. Плід — крилатка 5–8 см.

## Поширення
Зростає в Північній Америці: Канада (Онтаріо); США (Мічиган, Пенсільванія, Іллінойс, Вірджинія, Огайо, Індіана, Кентуккі, Нью-Джерсі, Нью-Йорк, Луїзіана, Міссурі, Меріленд, Джорджія, Теннессі, Округ Колумбія, Арканзас, Делавер, Алабама, Міссісіпі).
Зустрічається на вологих або дуже вологих місцях, де в роки звичайних дощів поверхневі води стоять протягом вегетаційного періоду. Місця включають окрайці боліт і глибоких лугів, дуже низькі, погано дреновані рівнини заплав великих річок, болота припливних естуаріїв, окрайці прибережних боліт і глибші, широкі западини Прибережної рівнини. Плоди їдять лісові качки та багато інших птахів. Білохвостий олень споживає молоді гілочки та листя.

## Використання
Вид виробляє високоякісні фабричні пиломатеріали та розмірний матеріал і є важливим джерелом ручок та обладнання. Через смертність, спричинену смарагдовим попелястиком, муніципалітети зараз витрачають мільярди доларів на видалення мертвого попелу з громад по всьому США.